# Доркадіїні
Доркадії́ні (лат. Dorcadiini Latreille, 1825) — велика триба жуків у підродині Ляміїни (родина Вусачі), яка налічує близько 25 родів, розповсюджених у Євразії, Австралії та Новій Зеландії. Найвище різноманіття триби припадає на Центральну Азію.

## Найбільші роди
- Athemistus Pascoe, 1859
- Dorcadion Dalman, 1817
- Eodorcadion Breuning, 1947
- Iberodorcadion Breuning, 1943
- Mesolita Pascoe, 1862
- Microtragus Thomson, 1864
- Neodorcadion Ganglbauer, 1884
- Politodorcadion Danilevsky, 1996
- Somatidia Thomson, 1864
- Stenellipsis Bates, 1874
- Xylotoles Newman, 1840